# موتسینگن
موتسینگن (به آلمانی: Mötzingen) یک شهر در آلمان است که در Böblingen واقع شده‌است. موتسینگن ۳٬۵۹۶ نفر جمعیت دارد.